# Nicolás Martínez
Nicolás Martínez (Viedma, 25 settembre 1987) è un ex calciatore argentino, di ruolo attaccante.

## Carriera
Cresciuto nel vivaio del Vélez Sarsfield, nel 2009 si trasferisce all'Independiente, debuttando in prima squadra e vincendo, nel 2010, la Coppa Sudamericana. Nel 2011 si trasferisce al Santiago Wanderers, rimanendovi due stagioni senza tuttavia lasciare il segno. Seguono un'esperienza in Spagna tra le file del Real Murcia e una al San Martín de San Juan, prima di accasarsi al Panetolikos nella sessione invernale della stagione 2013-2014 mettendo a segno, in una stagione e mezza, cinque marcature.
Il 3 luglio 2015 si trasferisce a titolo definitivo all'Olympiakos. Tuttavia, non rientrando nei piani del tecnico Marco Silva, il 19 agosto viene ceduto in prestito all'Anorthosis Famagosta.

## Palmarès

### Club

#### Competizioni internazionali
- Coppa Sudamericana: 1

Independiente: 2010